# Mohamed El-Baradej
Mustafa Mohamed el Baradej (arabsko محمد مصطفى البرادعى, Muḥammad Muṣṭafā El-Barādaʿī,; egipčanski pravnik, akademik, politik, nobelovec, *17. junij 1942.
Bil je dolgoletni generalni direktor Mednarodne agencije za atomsko energijo (IAEA), medvladne organizacije pod okriljem Združenih narodov od leta 1997 do 2009. Skupaj s to organizacijo je soprejemnik Nobelove nagrade za mir leta 2005. El-Baradej je vidno vplival na nedavne politične spremembe v Egiptu, zlasti leta 2011, ki je bil odstavljen predsednik Hosni Mubarak, in leta 2013 pri državnem udaru.

## Družina in zasebno življenje
El-Baradej je bil rojen in vzgojen v Kairu v Egiptu. Bil je eden petih otrok Mostafa El-Baradeja, odvetnika, ki je vodil egipčansko odvetniško zbornico. El-Baradejev oče je bil tudi zagovornik demokratičnih pravic v Egiptu in viden podpornik svobodnega tiska in neodvisnega sodstva.

## Izobraževanje in zgodnja kariera
El-Baradej je diplomiral iz prava na Univerzi v Kairu leta 1962, nato je opravil magisterij iz mednarodnega prava na Graduate Institute of International Studies v Ženevi, doktoriral iz pravnih znanosti v  iz mednarodnega prava na Univerzi v New Yorku leta 1974. Njegova teza je bila naslov: "Pravica prehoda skozi ožine v času miru".
Njegova diplomatska kariera se je začela leta 1964 v Ministrstvu za zunanje zadeve, kjer je služil v predstavništvu Egipta pri Združenih Narodih v New Yorku in Ženevi, ki je zadolžen za politična, pravna  vprašanja in vprašanja nadzora orožij. Od leta 1974 do 1978 je bil poseben pomočnik ministra za zunanje zadeve. Leta 1980 je postal višji svetovalec, odgovoren za mednarodnopravni program Združenih narodov UNITAR. Od leta 1981 do 1987 je bil tudi izredni profesor mednarodnega prava na Univerzi v New Yorku.
Leta 1984 je El-Baradej postal višji strokovni sodelavec IAEA sekretariata, kjer služi kot agencijski pravni svetovalec (od leta 1984 do 1993). Nato je napredoval in svetoval generalnemu direktorju do leta 1997.

## Generalni direktorIAEA
El-Baradej je pričel svoj mandat kot generalni direktor Mednarodne agencije za jedrsko energijo (IAEA) na Dunaju 1. decembra 1997, ko nasledi Šveda Hansa Blixa. Opravil je tri 4-letne mandate na tej funkciji. Njegov tretji in zadnji mandat je končal novembra 2009. El-Baradejeva doba je označena za odmevno, povezano z omejevanjem orožja za množično uničevanje, opravljenimi inšpekcijski pregledi v Iraku pred marcem 2003, ki jih je opravila IAEA in UNMOVIC in napetostmi pri jedrskem programu Irana.
V njegovem prve mandatu države uvedejo dodatni protokol k izboljšanju pregleda jedrskih dejavnosti. Protokol se sprejema razmeroma hitro, a še ni sprejet povsod.
Zaradi negotovosti po letu 2001 se uvede dodatna varnost in zaščita državam članicam, ki hranijo jedrske in radioaktivne snovi in naprave in ustanovi Sklad za Jedrsko Varnost Arhivirano 2017-02-11 na Wayback Machine..

### Drugi mandat kot direktor
Ena od glavnih težav v drugem mandatu kot direktor IAEA je bil ureditev agencijskega inšpekcijskega pregleda, ki ga je opravljal UNMOVIC v Iraku. Skupaj z Hansom Blixom (prejšnji predsednik IAEA je vodil UNMOVIC) sta vodila nadzor orožja s strani ZN v Iraku. ElBaradei je tako povedal Varnostnem Svetu ZN je v marcu 2003, da dokumenti, ki so želeli dokazati, da je Irak poskušal pridobiti uran iz Nigerja niso bili verodostojni.
Zagovarjal je, da mora biti OZN pri delu inšpektorjev potrpežljiva, da se inšpekcijski pregled lahko, v resnici, izvede," , in prav tako dal izjavo, da je sedaj "potrjen" v ugotovitvi, da Saddam Hussein ni obnovil svojega programa za izdelavo jedrskega orožja.

### Tretji in zadnji mandat
ZDA nasprotuje njegovi izvolitvi v tretji mandat leta 2005.  ZDA je še dodatno utemeljevala, da El-Baradej komunicira z preko telefonske zveze z iranskimi diplomati, kar naj bi bilo sporno. Predstavnik za javnost agencije ZN Mark Gwozdecky izjavi, da agencija dela na "predpostavki, da eden ali več subjektov lahko posluša naše pogovore." "To ni način, kako bi radi delali, ampak je realnost. Nimamo ničesar za skrivati," je dejal. Iran je odgovoril na poročila Washington Posta, da ZDA krši pravila mednarodnega prava s prestrezanjem komunikacij.
Brez težav je bil imenovan v tretje, a ni želel po letu 2008 nadaljevati dela na obstoječem položaju še četrti mandat, kot mu je bil ponujen.

## Mednarodna krizna skupina
ElBaradei je bil leta 2011 na Odboru zaupnikov Mednarodne krizne skupine, nevladne organizacije, ki ima letni proračun več kot $15 milijonov € in jo podpirajo Carnegie, Ford Foundation, Bill & Melinda Gates Foundation in George Soros' Open Society Institute. Soros sam služi kot član organizacije Izvršnega Odbora.

## Egipčanska politika
V zgodnjih dneh od egipčanske revolucije je El-Baradej postal vedno bolj zainteresiran za dogajanja. Njegovo dolgoletno prepričanje in skrb za človekove pravice v njegovi domovini so bile vedno del njegove pozornosti. Ob dolgoletnem dogajanju je nekajkrat ponudil politično podporo protestom in političnem dogajanju v Egiptu, a le izjemoma je to pomenilo politično resno kandidaturo. Podpiral pa je nove tehnologije, ki so olajšale organizacijo in komunikacijo. Za omejeno obdobje je bil izvoljen za podpredsednika Egipčanske vlade. 

## Nobelova nagrada za mir
7. oktobra 2005 sta prejela alBaradej in IAEA Nobelovo nagrado za mir za njuna "prizadevanja za preprečevanje, da bi se jedrska energija uporabljala za vojaške namene, in za zagotovitev, da se jedrska energija za miroljubne namene uporablja na najvarnejši možni način." El-Baradej je podaril denarni del nagrade za izgradnjo sirotišnice v Kairu. IAEA je svoj del nagrade uporabila za usposabljanje znanstvenikov iz držav v razvoju, da uporabljajo jedrsko tehnologijo v boju proti raku in podhranjenosti. El-Baradej je četrti egipčanski nobelovec (ostali so Anwar Sadat (1978 Mir), Naguib Mahfouz (1988 Literatura), in Ahmed Zewail (1999 Kemija).
V svojem predavanju ob prejemu Nobelove nagrade je El-Baradej dejal, da spreminjajoče se mednarodno okolje prizadevanja za razorožitev in omejitev jedrskega orožja lahko določa pojav obsežnega črnega trga jedrskih materialov in opreme, občutljive jedrske tehnologije in stagnacije v jedrski razorožitvi. Za boj proti širjenju orožja za množično uničevanje je El-Baradej predlagal predvsem vztrajni napor omejitve dostopa skrajnih skupin do jedrskih in radioloških materialov, zaostritev nadzora nad proizvodnjo jedrskega materiala, ki bi se lahko uporabljalo kot orožje, in pospeševanje razoroževanja. El-Baradej je navedel tudi, da bi bil le odstotek vseh sredstev, porabljenih za razvoj novih orožij, dovolj, da nahrani ves svet. Če želimo pobegniti samouničenju, jedrsko orožje ne sme več imeti prostora v naši kolektivni zavesti in nobene vloge v premišljevanju naše varnosti.